# Parallax

Astronomisk parallax

Överdrivet stor parallax.

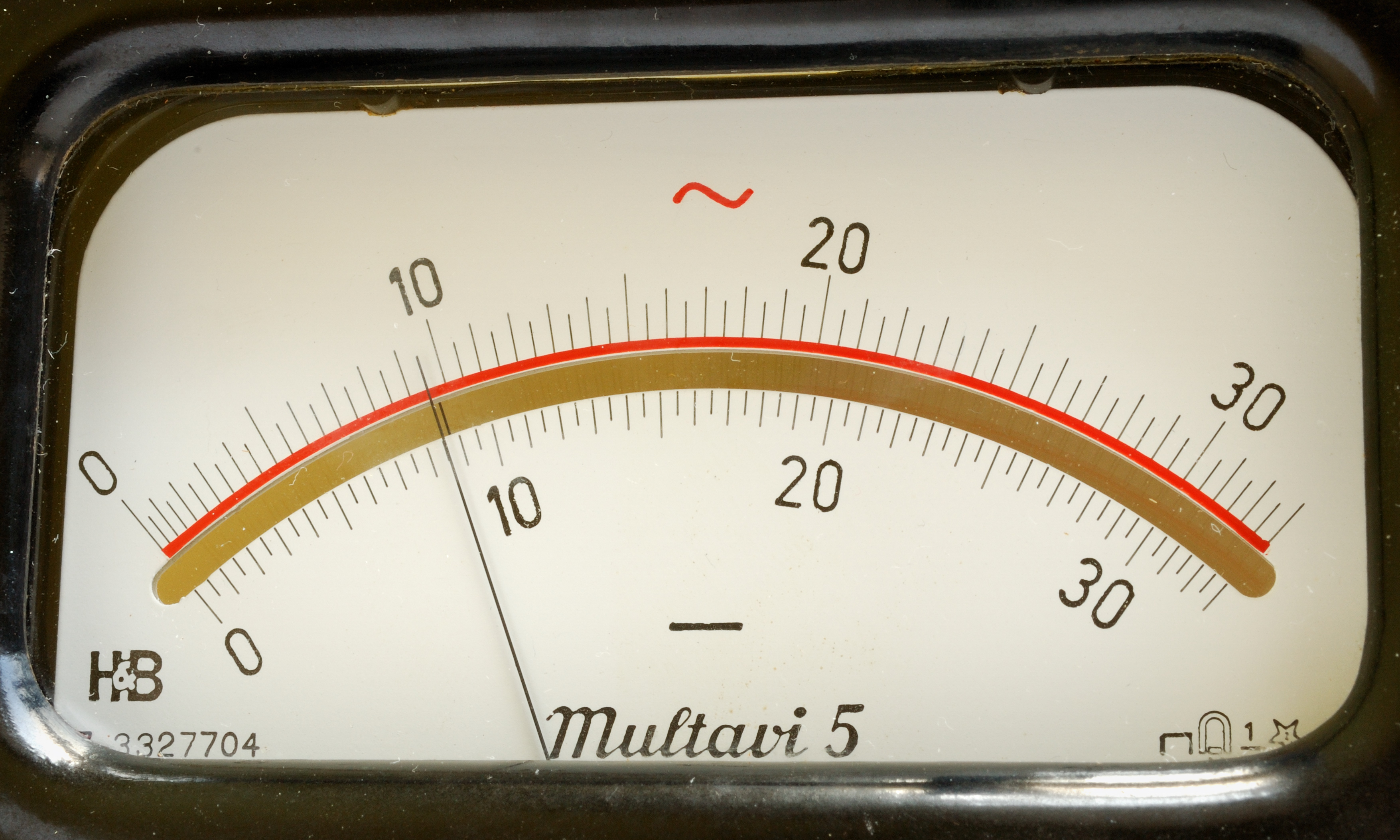
Analogt mätinstrument med spegelskala. Här sammanfaller visaren inte med sin spegelbild, eftersom ögat tittar snett på skalan, med parallaxfel som följd.

Den här artikeln handlar om optisk parallax. Se också Parallax (olika betydelser).
Parallax eller parallaxmätning (av grekiska parallaxis, ombyte, förflyttning).
- Inom astronomi avses med parallax vinkelskillnaden mellan en himlakropps position observerad från två olika platser. Denna vinkelskillnad blir alltid mindre ju avlägsnare den iakttagna himlakroppen är, men ökar förstås om basavståndet mellan observationsplatserna ökar. För objekt inom solsystemet får man mätbara lägesskillnader genom observation från olika platser på jorden, eller helt enkelt genom att observatören under dygnets lopp färdas i en cirkelbana kring jordaxeln. Detta kallas daglig parallax och standardiseras med jordens ekvatorsradie som bas. Månens dagliga parallax är omkring en grad, och har varit uppenbar sedan antiken. Under 1700- och 1800-talen gjordes stora ansträngningar att definiera solparallaxen, det vill säga vinkeln i en triangel med jordradien som bas och spetsen vid solens medelavstånd (1 astronomisk enhet). Denna vinkel är bara 8",79, men eftersom alla relativa avstånd i solsystemet är dynamiskt kända kunde man öka precisionen genom att mäta på småplaneter som råkade passera nära jorden. Numera känner man genom radarmätningar solsystemets storlek med hög precision, och den dagliga parallaxen är bara en känd korrektion till observationerna.
 För att mäta avstånd till stjärnor använder man i stället jordens rörelse runt solen, och talar då om årlig parallax (stjärnparallax). Om man låter baslinjen vara 1 AU motsvarar parallaxen 1" den astronomiska längdenheten parsec (parallaxsekund), och parallaxen minskar sedan i direkt proportion till avståndet. Typiska avstånd till stjärnorna i Vintergatan är hundra- eller tusentals pc, och det är bara med modern rymdteknik som man med någon noggrannhet kan mäta stjärnavstånd med parallaxmetoden, jämför Gaia (rymdteleskop).
- Inom fotografikonsten har man en motsvarande situation när bildfältet fotografen ser genom sökaren inte stämmer med den bild som projiceras via objektivet mot den fotografiska filmen. Det är denna effekt som spelar den ovane amatörfotografen spratt genom avhuggna huvuden och liknande. Detta parallaxfel är dock helt eliminerat vid en så kallad enögd spegelreflexkamera  (ESR-kamera).

- Inom mätteknik används uttrycket parallaxfel om mätobjekt som ligger åtskilda, och som därmed inte går att avläsa med noggrannhet. Ett vardagsexempel är om man tittar på en vanlig väggklocka från sidan då visaren missvisar i proportion med betraktningsvinkel och avståndet mellan visare och urtavla. På en del analoga mätinstrument fanns en spegelskala, där visarens spegelbild sammanfaller med visaren när instrumentet avläses rakt framifrån.

- Inom fotogrammetri fotograferar man jordytan med en flygkamera (med noggrant kända inre och yttre mått) från ett flygplan (vars geometriska förhållande relativt jordytan är kända) i syfte att kartera geografisk information. En viktig användning i modern tid är att framställa tredimensionell geografisk information utifrån tvådimensionella fotografier. Tidigare utfördes stereomätning med hjälp av så kallat stereoskop (som med hjälp av linser möjliggjorde att man utifrån två fotografier tydligt kunde se en tredimensionell bild). Med hjälp av stereoskopet kunde tredimensionell landskapsinformation återskapas med noggrannhet och landskapet karteras manuellt; efter exakta beräkningar i stereoskop kunde geometriskt korrekta fotografier skapas, så kallade ortofotografier. Till skillnad från de ursprungliga flygfotografierna, är ortofotografier geometriskt riktiga med vissa kända fel. Vid flygfotografering avbildar ett foto cirka 60 procent av området i föregående foto. Det överlappande området ger möjlighet till 3D-bearbetning. En egenskap hos dessa ”ortofotografier” är att de är geometriskt korrekta endast på en viss höjd i planet och att noggrannheten minskar ju närmare ”flygfotonas ursprungliga bildkanter” man befinner sig. Till skillnad från den analoga kartering som gjordes när stereoskopen användes beräknas i modern tid, med hjälp av datorer, en virtuell tredimensionell karta. Användningen av ortofotografier har blivit allt vanligare. Vid flygkartering uppstår ett geometriskt fel som enklast kan förstås i analogi med att titta på en 3D-film utan 3D-glasögon: det röda och det gröna är konsekvent förskjutet utan glasögon. Med glasögon förstår hjärnan informationen, men överdriver djupet. Även när ett bildpar betraktas i ett stereoskop är alla höjder överdrivna. Detta beror på att det finns en förskjutning mellan bild 1 och bild 2 efter flygplanets förflyttning vid flygfotograferingen. Den geometriska avvikelsen/förskjutningen kallas parallax och är påtagligast i höjdled, men är även märkbar i planet (tvådimensionellt). När "ortofotografier" beräknas idag är parallaxfel korrigerade så långt det är tekniskt möjligt, men metoden medför en tvådimensionell redovisning av tredimensionell information, som därmed inte kan vara helt korrekt. På ett ortofoto är därför alltid ett höghus förskjutet i sidled i förhållande till byggnadsgrunden.